# Некрасово (Томская область)
Некрасово — деревня в Томском районе Томской области России. Входит в состав Богашёвского сельского поселения.

## География
Деревня находится в юго-восточной части Томской области, в пределах подтаёжно-лесостепного района таёжной зоны, на берегах реки Басандайки, на расстоянии примерно 5 километров (по прямой) к юго-востоку от города Томска. Абсолютная высота — 116 метров над уровнем моря.

## Население
| 2002 | 2008 | 2009 | 2010 | 2011 | 2012 | 2013 |
| ---- | ---- | ---- | ---- | ---- | ---- | ---- |
| 41   | ↗42  | ↗44  | ↗72  | →72  | ↗74  | ↗86  |
| 2014 | 2015 | 2021 |      |      |      |      |
| ↗93  | ↘91  | ↗113 |      |      |      |      |

Половой состав
По данным Всероссийской переписи населения 2010 года в гендерной структуре населения мужчины составляли 52,8 %, женщины — соответственно 47,2 %.
Национальный состав
Согласно результатам переписи 2002 года, в национальной структуре населения русские составляли 93 %.

## Улицы
Улицы: Береговая, Заречная, Кедровая, Лесная, Садовая;
Переулки: Кедровый, Речной;
Территории: Некрасовское урочище, садово-дачное товарищество Кедр, садово-дачное товарищество Медик.
Кроме того, имеются дома (владение 2), не приписанные ни к одной из улиц.